# Werner Landgraf
Werner Landgraf (Magonza, 29 luglio 1959) è un astronomo tedesco.
| 3683 Baumann  | 23 giugno 1987 |
| 4349 Tibúrcio | 5 giugno 1989  |
| 4378 Voigt    | 14 maggio 1988 |
| 7696 Liebe    | 10 maggio 1988 |
| 9938 Kretlow  | 18 maggio 1988 |
| 17412 Kroll   | 24 maggio 1988 |
| 29148 Palzer  | 10 maggio 1988 |

Dopo aver studiato fisica all'Università di Siegen e astrofisica  all'Università di Gottinga, lavorò principalmente all'ESO in Cile.
Il suo campo di studio si è principalmente rivolto alla determinazione delle costanti astronomiche, la verifica dei modelli gravitazionali. Ha sviluppato metodi per l'identificazione e il calcolo dell'orbita dei corpi minori del sistema solare. Ha ricalcolato i passaggi storici della cometa di Halley fino al 2317 a.C. confermando l'ipotesi che gli antichi Greci l'avessero osservata nel 466 a.C..
Il Minor Planet Center gli accredita la scoperta di sette asteroidi, effettuate tra il 1987 e il 1989.
Gli è stato dedicato l'asteroide 3132 Landgraf.